# مسیح زاهدی
مسیح زاهدی (زادهٔ ۲۲ دی ۱۳۷۱ در کرج) یک بازیکن فوتبال اهل ایران است که در پست مدافع میانی برای باشگاه فوتبال گل‌گهر سیرجان در لیگ برتر خلیج فارس بازی می‌کند.
سراسب بخش بلده مازندران